# Twents doar is niks mis met
Twents, doar is niks mis met was de slogan van de reclamecampagne die eind januari 2005 gestart werd bij de regionale omroep RTV Oost. De campagne was een initiatief van het Van Deinse Instituut in Enschede. 
Door middel van radio-uitzendingen en televisiespotjes werd de Twentse taal op een positieve en moderne manier onder de aandacht gebracht. In totaal werden twintig spotjes geproduceerd die gedurende enkele maanden werden uitgezonden door RTV Oost. De spotjes varieerden van komisch tot serieus om alle kanten van het Twents te belichten.
Luisteraars en kijkers kregen onder andere spotjes te horen en te zien waarin actrice Johanna ter Steege een gedicht voordroeg, Anne van der Meiden een psalm voorlas en Herman Finkers kinderen naar bed stuurde. Aan de spotjes hebben verder Fons de Poel (Netwerk), Stijn Fens (Kruispunt), Annie Schreijer (CDA-kamerlid) en de Limburgse zanger Gé Reinders meegewerkt. Ook een scène waarin Herman Finkers in Baantjer meespeelde was te zien. Ieder spotje eindigde met de zin: Twents, doar is niks mis met!.
Dat de slogan zich stevig in het bewustzijn van de Twentse luisteraars heeft ingeprent blijkt tijdens goed bezochte avonden waarin literatuur in de streektaal ten gehore gebracht wordt. Een veelgehoorde uitspraak is dan telkens weer: Twents, doar is niks mis met!